# George Paget Thomson
Sir George Paget Thomson, FRS, angleški fizik, * 3. maj 1892, Cambridge, † 10. september 1975.
Thomson je leta 1937 skupaj z Davissonom prejel Nobelovo nagrado za fiziko »za eksperimentalno odkritje uklona elektronov na kristalu.«